# Варела, Фернандо
Фернандо Варела Рамос (исп. Fernando Varela Ramos, 1 сентября 1979 года, Дос-Эрманас) — испанский футболист, полузащитник. Известен по выступлениям за «Бетис» и «Мальорку».

## Карьера
Футболом начал заниматься в школе «Бетиса». Дебютировал за клуб в конце сезона 1996/97 в матче против «Валенсии». В основном составе команды закрепился в сезоне 2001/02, по ходу которого сыграл в 25-ти матчах.
Перед стартом сезона 2006/07 перешёл в «Мальорку». В первых 11-ти матчах за команду отметился двумя удалениями, но к концу сезона закрепился в основном составе. В сезоне 2009/10 помог клубу пробиться в Лигу Европы, но по окончании сезона покинул команду.
В июле 2010 года подписал контракт с турецким клубом «Касымпаша».
Завершил карьеру в 2012 году.

## Достижения
«Бетис»
- Обладатель Кубка Испании: 2004/05

Испания
- Чемпион мира (до 20-ти лет): 1999